# بيل تايلور (لاعب كرة قدم)
بيل تايلور (بالإنجليزية: Bill Taylor)‏ (1 يناير 1869 في المملكة المتحدة - ) هو لاعب كرة قدم بريطاني (وحمل سابقاً جنسية المملكة المتحدة لبريطانيا العظمى وأيرلندا) في مركز لاعب متعدد الاستخدامات. لعب مع برمنغهام سيتي.